# HMS Hvalen
Le HM Hvalen est un sous-marin à double coque de la marine royale suédoise construit en Italie. C’est le deuxième sous-marin de la marine suédoise, achevé en 1909.

## Conception
En 1907, le Parlement suédois a voté l’acquisition d’un deuxième sous-marin afin d’obtenir de nouvelles informations de la part des fabricants de sous-marins européens. La commande a été passée au chantier naval Fiat-San Giorgio à La Spezia, en Italie, et son design a été inspiré par la classe Foca de la Regia Marina.

## Carrière
Le navire a été lancé le 16 février 1909 et a rejoint la flotte le 9 juillet 1909. Le navire a attiré l’attention du monde entier lorsqu’il a fait son voyage de l’Italie à la Suède sans navire auxiliaire pour l’accompagner.
En octobre 1915, il est impliqué dans un incident diplomatique entre la Suède neutre et l’Allemagne, qui est alors engagée dans la lutte contre la Grande-Bretagne pendant la Première Guerre mondiale. À la suite d’une série de naufrages de cargos et de navires de guerre allemands dans la mer Baltique causés par des sous-marins britanniques entrant dans la Baltique par le détroit de l'Øresund (contrôlé par la Suède), un navire de guerre allemand (un navire de pêche armé) a ouvert le feu sur le Hvalen au sud de la Scanie, tuant un membre d’équipage. Selon le capitaine du Hvalen, il battait pavillon de la marine suédoise et se trouvait dans les eaux territoriales suédoises au moment où on lui a tiré dessus,. Des excuses officielles ont été présentées et une indemnisation a ensuite été versée à la veuve du membre d’équipage tué.
Le navire a été désarmé le 23 janvier 1919 et a utilisé comme navire de peinture à Hårsfjärden jusqu’à ce qu’il coule en 1924. L’épave a été renflouée et vendue à la ferraille en 1960.